# Grande Prêmio de San Marino de 2000
Resultados do Grande Prêmio de San Marino de Fórmula 1 (formalmente XX Gran Premio Warsteiner di San Marino) realizado em Imola em 9 de abril de 2000. Terceira etapa da temporada, foi vencido pelo alemão Michael Schumacher, da Ferrari, que subiu ao pódio ladeado por David Coulthard e Mika Häkkinen, pilotos da McLaren-Mercedes.

## Classificação da prova

### Treino classificatório
| Pos.                      | Nº | Piloto                | Construtor         | Tempo    | Diferença |
| ------------------------- | -- | --------------------- | ------------------ | -------- | --------- |
| 1                         | 1  | Mika Häkkinen         | McLaren-Mercedes   | 1:24.714 | –         |
| 2                         | 3  | Michael Schumacher    | Ferrari            | 1:24.805 | + 0.091   |
| 3                         | 2  | David Coulthard       | McLaren-Mercedes   | 1:25.014 | + 0.300   |
| 4                         | 4  | Rubens Barrichello    | Ferrari            | 1:25.242 | + 0.528   |
| 5                         | 9  | Ralf Schumacher       | Williams-BMW       | 1:25.871 | + 1.157   |
| 6                         | 5  | Heinz-Harald Frentzen | Jordan-Mugen/Honda | 1:25.892 | + 1.178   |
| 7                         | 7  | Eddie Irvine          | Jaguar-Cosworth    | 1:25.929 | + 1.215   |
| 8                         | 6  | Jarno Trulli          | Jordan-Mugen/Honda | 1:26.002 | + 1.288   |
| 9                         | 22 | Jacques Villeneuve    | BAR-Honda          | 1:26.124 | + 1.410   |
| 10                        | 16 | Pedro Paulo Diniz     | Sauber-Petronas    | 1:26.238 | + 1.524   |
| 11                        | 12 | Alexander Wurz        | Benetton-Playlife  | 1:26.281 | + 1.567   |
| 12                        | 17 | Mika Salo             | Sauber-Petronas    | 1:26.336 | + 1.622   |
| 13                        | 18 | Pedro de la Rosa      | Arrows-Supertec    | 1:26.349 | + 1.635   |
| 14                        | 23 | Ricardo Zonta         | BAR-Honda          | 1:26.814 | + 2.100   |
| 15                        | 14 | Jean Alesi            | Prost-Peugeot      | 1:26.824 | + 2.110   |
| 16                        | 19 | Jos Verstappen        | Arrows-Supertec    | 1:26.845 | + 2.131   |
| 17                        | 8  | Johnny Herbert        | Jaguar-Cosworth    | 1:27.051 | + 2.337   |
| 18                        | 10 | Jenson Button         | Williams-BMW       | 1:27.135 | + 2.421   |
| 19                        | 11 | Giancarlo Fisichella  | Benetton-Playlife  | 1:27.253 | + 2.539   |
| 20                        | 21 | Gastón Mazzacane      | Minardi-Fondmetal  | 1:28.161 | + 3.447   |
| 21                        | 20 | Marc Gené             | Minardi-Fondmetal  | 1:28.333 | + 3.619   |
| 22                        | 15 | Nick Heidfeld         | Prost-Peugeot      | 1:28.361 | + 3.647   |
| Limite dos 107%: 1:30.644 |    |                       |                    |          |           |
| Fonte:                    |    |                       |                    |          |           |

### Corrida
| Pos.   | Nº | Piloto                | Construtor         | Voltas | Tempo/Diferença | Grid | Pontos |
| ------ | -- | --------------------- | ------------------ | ------ | --------------- | ---- | ------ |
| 1      | 3  | Michael Schumacher    | Ferrari            | 62     | + 1:31:39.776   | 2    | 10     |
| 2      | 1  | Mika Häkkinen         | McLaren-Mercedes   | 62     | + 1.168         | 1    | 6      |
| 3      | 2  | David Coulthard       | McLaren-Mercedes   | 62     | + 51.008        | 3    | 4      |
| 4      | 4  | Rubens Barrichello    | Ferrari            | 62     | + 1:29.276      | 4    | 3      |
| 5      | 22 | Jacques Villeneuve    | BAR-Honda          | 61     | + 1 volta       | 9    | 2      |
| 6      | 17 | Mika Salo             | Sauber-Petronas    | 61     | + 1 volta       | 12   | 1      |
| 7      | 7  | Eddie Irvine          | Jaguar-Cosworth    | 61     | + 1 volta       | 7    |        |
| 8      | 16 | Pedro Paulo Diniz     | Sauber-Petronas    | 61     | + 1 volta       | 10   |        |
| 9      | 12 | Alexander Wurz        | Benetton-Playlife  | 61     | + 1 volta       | 11   |        |
| 10     | 8  | Johnny Herbert        | Jaguar-Cosworth    | 61     | + 1 volta       | 17   |        |
| 11     | 11 | Giancarlo Fisichella  | Benetton-Playlife  | 61     | + 1 volta       | 19   |        |
| 12     | 23 | Ricardo Zonta         | BAR-Honda          | 61     | + 1 volta       | 14   |        |
| 13     | 21 | Gaston Mazzacane      | Minardi-Fondmetal  | 60     | + 2 voltas      | 20   |        |
| 14     | 19 | Jos Verstappen        | Arrows-Supertec    | 59     | + 3 voltas      | 16   |        |
| 15     | 6  | Jarno Trulli          | Jordan-Mugen/Honda | 58     | Câmbio          | 8    |        |
| Ret    | 18 | Pedro de La Rosa      | Arrows-Supertec    | 49     | Rodada          | 13   |        |
| Ret    | 9  | Ralf Schumacher       | Williams-BMW       | 45     | Pane seca       | 5    |        |
| Ret    | 14 | Jean Alesi            | Prost-Peugeot      | 25     | Pane hidráulica | 15   |        |
| Ret    | 15 | Nick Heidfeld         | Prost-Peugeot      | 22     | Pane hidráulica | 22   |        |
| Ret    | 10 | Jenson Button         | Williams-BMW       | 5      | Motor           | 18   |        |
| Ret    | 20 | Marc Gené             | Minardi-Fondmetal  | 5      | Rodou           | 21   |        |
| Ret    | 5  | Heinz-Harald Frentzen | Jordan-Mugen/Honda | 4      | Câmbio          | 6    |        |
| Fonte: |    |                       |                    |        |                 |      |        |

## Tabela do campeonato após a corrida
| Pos. | Piloto               | Pontos |
| ---- | -------------------- | ------ |
| 1    | Michael Schumacher   | 30     |
| 2    | Rubens Barrichello   | 9      |
| 3    | Giancarlo Fisichella | 8      |
| 4    | Mika Häkkinen        | 6      |
| 5    | Ralf Schumacher      | 6      |

| Pos. | Construtor         | Pontos |
| ---- | ------------------ | ------ |
| 1    | Ferrari            | 39     |
| 2    | McLaren-Mercedes   | 10     |
| 3    | Benetton-Playlife  | 8      |
| 4    | Jordan-Mugen/Honda | 7      |
| 5    | Williams-BMW       | 7      |

- Nota: Somente as primeiras cinco posições estão listadas.